# 울진 김씨
울진 김씨(蔚珍金氏)는 경상북도 울진군을 본관으로 하는 한국의 성씨이다.
시조 김순건(金順乾)은 신라 경순왕의 후손으로 전해진다.

## 참고 자료
- “울진김씨(蔚珍金氏)”. 뿌리를 찾아서.[깨진 링크(과거 내용 찾기)]